# Азиль (порода кур)

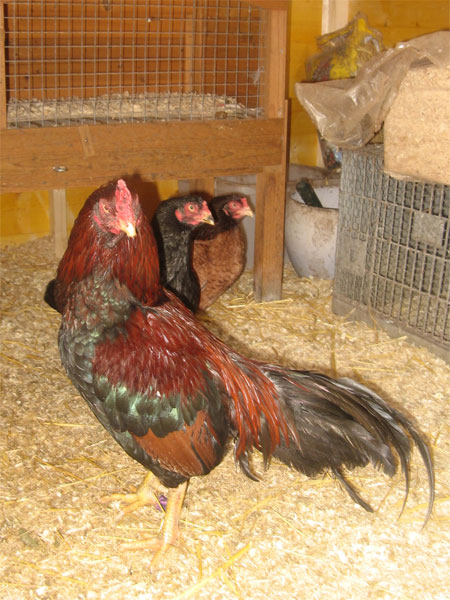
Петух и две курицы породы Реза Азиль

Азиль — бойцовая порода кур индийского происхождения.

## История
Порода, называемая в Европе азиль, соответствует древнеиндийской породе Rajah, которую вывели около 4 тысяч лет назад. Птица встречается во всей Юго-Восточной Азии. В 1760 году была впервые везена в Англию, в 1860 году — в Германию.

## Внешний вид
Оперение кур этой породы очень плотно прилегает к её телу. Окрасы разнообразные, чаще пёстрые. Сложение мускулистое, постав корпуса выпрямленный. Плечи мощные, спина прямая и широкая, поясница узкая. Крылья плотно прилегают к корпусу. Перья хвоста узкие, опущены вниз. Череп широкий, гребень маленький, ушные мочки незаметные, серёжки почти отсутствуют. Ноги и слегка изогнутый клюв всегда желтого окраса.

### Окрасы
Стандартом предусмотрены окрасы: дикий, ржавчинно-куропатчатый, с красным седлом, голубой, голубой с окантовкой, голубой серебристогривый, белый, фазановый коричневый, чёрно-белый пегий (чёрный с белыми пятнами), голубо-красный пёстрый.

### Разновидности

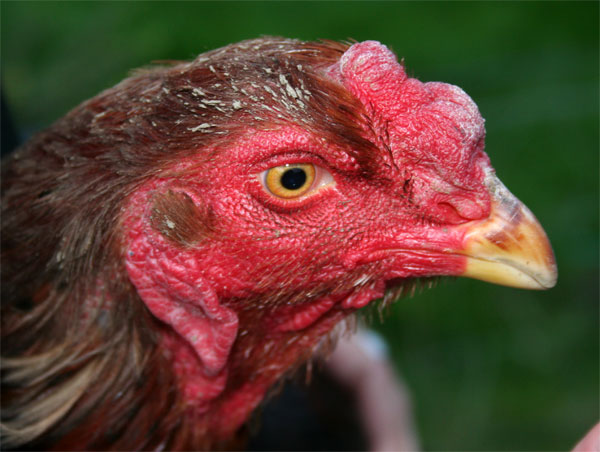
Куланг Азиль

Существует множество разновидностей породы азиль, некоторые из которых стандартизированы, а остальные названы в честь района, где разводятся:
- Madras Aseel
- Kilimookku Aseel
- Reza Asil
- Kulang Asil
- Sindhi Aseel
- Mianwali
- Java Aseel
- Amroha
- Bantam Asil
- Lasani Aseel Breed

## Карликовый азиль
Карликовая форма азиля впервые упомянута в английском журнале Fanciers Gazette в 1890 году. Исходная порода уменьшалась с использованием карликовых малайских бойцовых кур. Повторно карликовая форма выведена в 1970-х годах в Бельгии и Германии. В селекционной работе принимали участие карликовый азиль, выведенный в Англии, белые индийские карликовые бойцовые куры и ко-шамо.
Птицы широкие, приземистые, с широкой грудью и плечами, хвост немного опущен. Оперение скудное, без пуха. Кроющие хвостовые перья короткие, у петухов хвост дополнен узкими, немного изогнутыми косицами. Окрас белый, серебристый, жёлто-пёстрый.